# Hana Caithamlová
Hana Caithamlová est une joueuse volley-ball tchèque, née le 1er janvier 1991. Elle mesure 1,86 m et joue au poste de centrale. 

## Clubs
| Club                              | De        | À         |
| --------------------------------- | --------- | --------- |
| TJ Lokomotiva Rakovník            | 2004-2005 | 2005-2006 |
| SK Slavia Praha                   | 2006-2007 | 2012-2013 |
| Entente Saint-Chamond Volley-ball | 2013-2014 | …         |